# Петрушина, Татьяна Сергеевна
Татьяна Сергеевна Петрушина (род. 21 января 1990, Снежинск, Челябинская область, РСФСР, СССР) — российская баскетболистка, выступает в амплуа атакующего защитника. Неоднократная призёрка многих международных соревнований в составе молодёжных сборных России по баскетболу. Мастер спорта России международного класса.

## Биография
Петрушина Татьяна — воспитанница уральского баскетбола (г. Снежинск, первые тренеры - Балхина Т.В. и Кожевников В.Л.). В 13 лет она переехала в Москву, где под присмотром старшей сестры - Елены, начала тренироваться в спортшколе «Глория»,её тренером был Орехов А.К. .В 14 лет Татьяну пригласили в команду «Глорию-МИИТ» (Москва), которая играла в «Детско-юношеской баскетбольной лиге». В 2005 году Татьяна перешла в школу олимпийского резерва «Тринта» к тренеру Корненковой Л.М. В сезоне 2006-2007 года Т.Петрушина была признана лучшим нападающим школы среди юниоров.
В 2008- 2010 Таня вернулась на Урал и выступала за УГМК-Юниор (Екатеринбург), в составе которого взяла бронзу молодёжного чемпионата 2009г.,а ещё через год стала чемпионкой молодёжного чемпионата России.
Показывая стабильную игру в «ДЮБЛ» она стала постоянно привлекаться в состав национальной сборной различных возрастов. В 2007 и 2008 годах она становилась серебряным и бронзовым призёром чемпионатов ЕвропыU18. В 2010 году Татьна, будучи капитаном команды,поняла над головой кубок победителей чемпионата Европы U20. Кроме того, на том турнире она вошла в символическую пятёрку турнира.
После первенства главный тренер сборной России и по совместительству главный тренер «Динамо-ГУВД» Борис Соколовский сделал предложение перейти в новосибирский клуб.
С 2010 по 2012 год Татьяна Петрушина выступала в женской Премьер-лиге чемпионата России за «Динамо-ГУВД». В клубе она совмещала игры за первую и вторую команды. В составе «Динамо-2» она завоевала бронзовые медали молодёжного чемпионата.
Участвовала в сборах сборной России для подготовки к чемпионату Европы - 2011, но после первого сбора покинула расположение команды. Главный тренер Борис Соколовский сказал.

Она в новосибирском "Динамо-ГУВД" играла немало - примерно по 20 минут за матч. Но у неё пока есть другая проблема - недостаток опыта выступлений на "взрослом" уровне.
После ухода лидеров команды (2010/11), в следующем сезоне она стала получать много игровой практики и по набранным очкам входила в "тройку" лучших клуба. 23 января 2012 года Татьяна со своим агентом приняли решение расторгнуть контракт с «Динамо-ГУВД» и продолжить спортивную карьеру в екатеринбургском «УГМК», где уже 8 марта 2012 года стала обладательницей Кубка России, а затем  и   золотой медали первенства России.
5 и 6 июня 2012 года в составе резервной команды женской сборной России играла с основным составом национальной команды Беларуси, где во второй игре стала самой результативной в нашей команде, набрав 16 очков.
Сезон 2012/2013 в российском первенстве снова начала в новосибирской команде «Динамо-ГУВД», где отыграла один год. С осени 2013 года Татьяна три года выступала за вологодскую «Вологду-Чеваката». В этот период она  вошла в расширенный список игроков сборной России для подготовки к квалификационному турниру чемпионата Европы – 2015.
Далее в её карьере была  оренбургская  «Надежда», в составе которой она стала бронзовым призёром Премьер-лиги и Кубка России.
С сезона 2017/18 по 2020/21 Татьяна вновь провела в расположении клуба УГМК, став обладателем Кубка России 2018 и Суперкубка России 2021, Кубка УГМК 2018, Суперкубка Европы 2018 и 2019, Чемпионкой России 2018,2019,2020,2021 и Чемпионкой Евролиги 2018,2019,2021, а также серебряным призёром Кубка России 2019 и Суперкубка Европы 2021.
В настоящий момент Татьяна Петрушина  второй год выступает за московский клуб МБА.
Кроме баскетбола 5х5 в её жизни существует и баскетбол 3х3. В 2015 году в составе главной команды страны по баскетболу 3х3 она стала победителем первых Европейских игр в Баку. В 2017 году сборная России стала победителем Чемпионата мира и Кубка Европы по баскетболу 3х3. Золотой российский квартет на тех турнирах составляли А.Лешковцева,  А.Логунова ,Т.Петрушина и А.Столяр.  За эти победы на международном уровне девчонкам присвоили почетное звание ЗАСЛУЖЕННЫХ МАСТЕРОВ СПОРТА. Летом 2021 года этот состав игроков с другими кандидатами находился в  расположении сборной России 3х3 по  подготовке к Олимпийским играм в Токио. Травмы , жёсткая конкуренция и  «ковидные» ограничения не позволили нескольким девушкам поехать в Японию. Татьяна, к сожалению, была в их числе.

### Статистика выступлений за клубы (средний показатель)
на 24.11.2015 года
| Клуб                                          | Сезон   | Чемпионат | Чемпионат | Чемпионат | Чемпионат | Кубок России* | Кубок России* | Кубок России* | Кубок России* | Еврокубки | Еврокубки | Еврокубки | Еврокубки |
| Клуб                                          | Сезон   | Игр       | Очк       | Подб      | Перед     | Игр           | Очк           | Подб          | Перед         | Игр       | Очк       | Подб      | Перед     |
| --------------------------------------------- | ------- | --------- | --------- | --------- | --------- | ------------- | ------------- | ------------- | ------------- | --------- | --------- | --------- | --------- |
| «УГМК» (Екатеринбург) «УГМК-Юниор»            | 2008-09 | - 15      | - 6,8     | - 2,3     | - 1,3     | - 4           | - 17,2        | - 3,8         | - 1,5         | -         | -         | -         | -         |
| «УГМК» (Екатеринбург) «УГМК-Юниор»            | 2009-10 | 7 26      | 1,6 14,9  | 0,6 3,7   | 0,6 2,0   | -             | -             | -             | -             | -         | -         | -         | -         |
| «Динамо-ГУВД» (Новосибирск) «Динамо-ГУВД - 2» | 2010-11 | 16 21     | 6,1 17,3  | 2,9 8,0   | 1,1 1,7   | 6             | 10,7          | 2,2           | 1,5           | 8         | 6,3       | 1,6       | 1,6       |
| «Динамо-ГУВД» (Новосибирск) «Динамо-ГУВД - 2» | 2011-12 | 12 1      | 9,8 4,0   | 4,6 6,0   | 1,3 2,0   | 5             | 11,2          | 3,8           | 1,4           | 6         | 13,2      | 5,2       | 0,8       |
| «УГМК» (Екатеринбург) «УГМК-Юниор»            | 2012    | 8         | 4,0 15,8  | 2,0 6,6   | 0,4 3,0   | 2             | 0             | 0,5           | 0             | -         | -         | -         | -         |
| «Динамо-ГУВД» (Новосибирск)                   | 2012-13 | 3         | 6,0       | 0,3       | 0,3       | 2             | 7,5           | 2,0           | 1,0           | 3         | 1,7       | 1,3       | 0,3       |
| «Вологда-Чеваката» (Вологда)                  | 2013-14 | 27        | 7,3       | 2,9       | 1,0       |               |               |               |               | 8         | 6,4       | 2,5       | 0,6       |
| «Вологда-Чеваката» (Вологда)                  | 2014-15 | 23        | 6,1       | 2,2       | 0,7       |               |               |               |               | 8         | 7,3       | 2,8       | 0,8       |
| «Вологда-Чеваката» (Вологда)                  | 2015-16 | 7         | 13,5      | 6,0       | 2,7       | 5             | 11,4          | 7,2           | 1,6           | 3         | 12,3      | 6,3       | 2,3       |

* - пунктиром выделена статистика выступлений в Кубке В.Кузина (отборочный турнир к Кубку России)

## Достижения
- Чемпион Европы по баскетболу среди молодёжных команд (до 20 лет): 2010 г.
- Серебряный призёр чемпионата Европы по баскетболу среди девушек (до 18 лет): 2008 г.
- Бронзовый призёр чемпионата Европы по баскетболу среди девушек (до 18 лет): 2007 г.
- Чемпион России: 2012
- Бронзовый призёр чемпионата России: 2017
- Обладатель Кубка России: 2012
- Чемпион молодёжного чемпионата России по баскетболу среди дублирующих команд Суперлиги «А»: 2010.
- Бронзовый призёр молодёжного чемпионата России по баскетболу среди дублирующих команд Премьер-лиги: 2009, 2011.

### Статистика выступлений за сборную России (средний показатель)
| Сборная        | Сезон | Место | Чемпионат | Чемпионат | Чемпионат | Чемпионат |
| Сборная        | Сезон | Место | Игр       | Очк       | Подб      | Перед     |
| -------------- | ----- | ----- | --------- | --------- | --------- | --------- |
| ЧЕ (до 16 лет) | 2006  | 9     | 8         | 10,1      | 5,4       | 1,8       |
| ЧЕ (до 18 лет) | 2007  | 3     | 8         | 8,3       | 3,5       | 1,9*      |
| ЧЕ (до 18 лет) | 2008  | 2     | 8         | 8,3       | 3,4       | 0,9       |
| ЧМ (до 19 лет) | 2009  | 6     | 8         | 9*        | 3,8       | 0,5       |
| ЧЕ (до 20 лет) | 2010  | 1     | 9         | 12,7      | 3,2       | 2,0       |
| Универсиада    | 2011  | 5     | 5         | 7,8       | 4,4       | 0,6       |

* - лучший показатель в команде